# 왕정복고
왕정복고(王政復古)는 군주제를 부활시키는 일을 말한다. 군주의 명칭이 황제인 경우엔 제정복고(帝政復古), 대공인 경우엔 대공정복고(大公政復古)라고 부르기도 한다. 복벽(復辟)이라고 부르기도 한다.

## 형태
왕정복고의 형태는 두 가지가 있다. 하나는 왕가가 존재하지만, 다른 왕가에 의해 권력을 억제하는 상황에서 기존의 왕가가 권력을 부활시키는 형태이며, 두 번 째는 공화제 또는 전제지배의 상태에서 군주제가 부활하는 현상이다.

## 유럽
공화제 또는 개인 전제 지배에서 군주제가 부활했다.

### 잉글랜드&스코틀랜드&아일랜드의 왕정복고
1642년에 잉글랜드에서 청교도 혁명이 일어났다. 혁명 지도자 올리버 크롬웰은 1649년에 찰스 1세 처형하고 왕정을 폐지했다. 의회 파는 크롬웰을 호국경으로 약속했지만, 사후에 호국경을 계승한 그의 아들 리처드 크롬웰은 정치력이 없었고, 스스로 사임을 요청했다. 또한 국민 전체가 청교도로 좋게 말하면 순수하고, 나쁘게 말하면 독선적인 행동에 진저리가 나 있었다. 따라서 의회는 찰스 1세의 아들 찰스 2세에게 왕권을 반환하고, 1660년에 스튜어트 왕조가 부활했다.

### 프랑스의 왕정복고
1792년 8월 10일, 프랑스 혁명 정부는 국왕 루이 16세 체포권을 정지시켰다. 이듬해인 1793년에 국민 공회가 루이 16세의 처형을 의결하여 단두대에서 참수했다. 이후 프랑스는 첫 번째 공화국이 되었으며, 첫 제정으로 이행했다. 1814년, 나폴레옹 전쟁에 패한 황제 나폴레옹 1세가 퇴위하고, 루이 16세의 동생 루이 18세가 즉위하여 부르봉 왕가가 부활했다. 이듬해 나폴레옹이 엘바섬 탈출하여 루이 18 세는 다시 국외로 망명했지만, 나폴레옹의 지배가 백일천하로 끝나자 귀국했다. 부르봉 왕조는 1830년 단절되었고, 오를레앙 왕조가 성립되었지만, 2월 혁명에 의해 왕정은 멸망했다. 이후 둘째 제정의 시기를 거쳐 프랑스에 공화정이 정착했다.

### 스페인의 왕정복고
1931년 총선에서 공화주의파가 승리하자, 부르봉 왕가의 알폰소 13세가 퇴위하여, 스페인 제2공화국이 성립되었다. 그러나 정치는 안정되지 않았고, 스페인 내전 이후 프랑코의 독재 체제가 1936년에 굳어졌다. 프랑코 자신은 왕정복고를 희망하고 있었지만, 왕위 계승권자인 후안 데 보르본 이 바텐베르그가 프랑코 체제를 옹호하지 않았고, 프랑코 자신이 총리와 섭정을 겸하는 스페인 국가 총통에 취임을 하고 전권을 장악하는 체제가 계속되었다. 이후 1967년 바르셀로나 백작의 아들 후안 카를로스 국왕이 후보로 임명되었고, 1975년 프랑코가 죽자 부르봉 왕가의 왕제가 부활했다. 또한, 1873년부터 1874년 사이에 단기간 왕제가 폐지되어 공화정(스페인 제1공화국)이 성립되기도 했다.

## 아시아
기존의 왕가가 권력을 부활시킨 예제
- 겐무 신정 (1334년)
- 메이지 유신 (1868년)
- 장훈복벽 (1917년)
- 캄보디아 왕정복고 (1993년)

## 기타
- 한국 제정복고 미수 사건 (1952년)